# Vanessa Bürki
Pour les articles homonymes, voir Bürki.
Vanessa Bürki, née le 1er avril 1986, est une footballeuse internationale suisse, évoluant depuis 2006 au Bayern Munich.

## Biographie
Formée au FC Wacket Grenchen, situé dans sa ville natale de Granges, Vanessa Bürki rejoint en 2001 le FFC Zuchwil 05. Elle y évolue durant cinq saisons, et est nommée meilleure joueuse suisse de la saison 2005-2006. Elle part ensuite en Allemagne pour devenir l'attaquante du Bayern Munich, inscrivant onze buts lors de la Ligue des champions féminine de l'UEFA 2009-2010, ce qui en fait la meilleure buteuse de la compétition.

## Palmarès

### En club
- Vice-championne de Suisse en 2004 et 2006 avec le FFC Zuchwil 05.
- Vice-championne d'Allemagne en 2009 avec le Bayern Munich.

### Distinctions
- Meilleure joueuse suisse de la saison 2005-2006[1]
- Meilleure buteuse du championnat de Suisse de football féminin 2005-2006[3]
- Meilleure buteuse de la Ligue des champions féminine de l'UEFA 2009-2010 avec 11 buts marqués[2]